# 国際テニス連盟
国際テニス連盟（こくさいテニスれんめい、英語: International Tennis Federation、略称はITF）は、イギリスのロンドン郊外にあるローハンプトン（Roehampton）に本部を置く、テニスの国際競技連盟である。会長は12年間に渡り務めてきたフランチェスコ・リッチ・ビッティに変わり、2015年9月26日より米デービッド・ハガティが4年の任期で選出された。
1913年にフランス・パリにて12カ国の参加のもとILTF（国際ローンテニス連盟）として設立された。1977年に「ローン（芝）」という単語を削除しITFとなった。2009年現在、世界で203の国内競技連盟が加盟している。
なお週ごとに選手一人一人の世界ランキングを公表している組織はITFではなく、男子がATP（プロテニス協会）、女子はWTA（女子テニス協会）である。

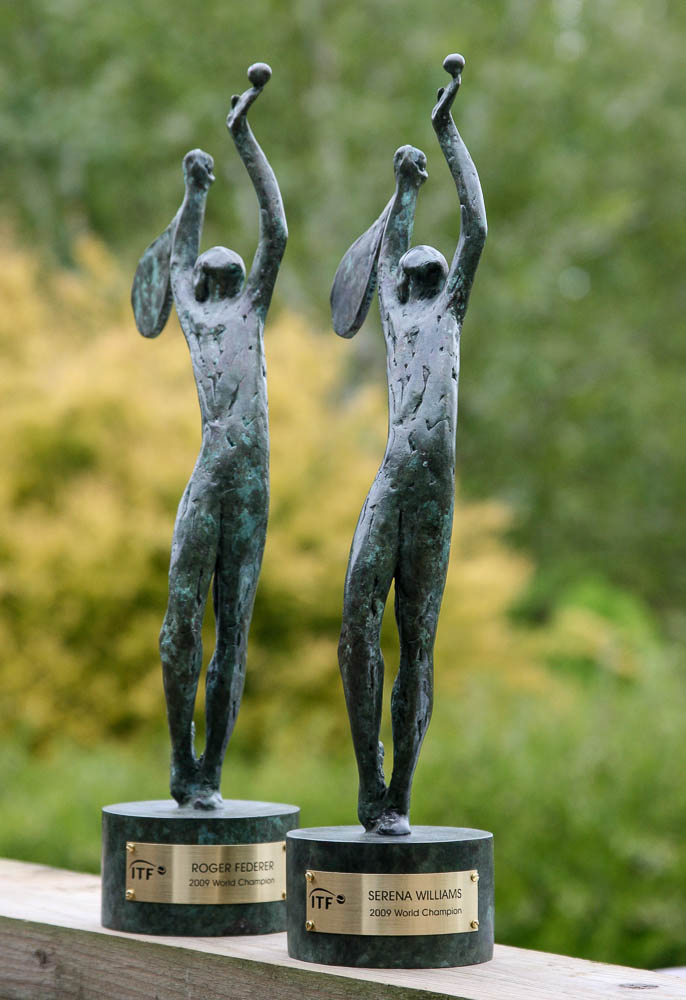
トロフィー

## ITFの主催する主な大会

### 公式大会
- デビスカップ（男子）
- ビリー・ジーン・キング・カップ（女子）

その他、ユース、シニア、車いす競技者向けの大会も運営している。

### 公認大会
「グランドスラム」と言われるテニス四大大会については、ITFが直接主催・運営しているわけではないが、それぞれの大会を公認し連携している。
- 全豪オープン
- 全仏オープン
- ウィンブルドン選手権
- 全米オープン

### その他ITF管轄の大会
- 夏季オリンピックのテニス競技
- ITF男子ワールドテニスツアー

## ITF世界チャンピオン
| 年   | 男子シングルス                                     | 女子シングルス                                     | 男子ダブルス                                       | 女子ダブルス                                              |
| ---- | -------------------------------------------------- | -------------------------------------------------- | -------------------------------------------------- | --------------------------------------------------------- |
| 1978 | ビョルン・ボルグ                                   | クリス・エバート                                   |                                                    |                                                           |
| 1979 | ビョルン・ボルグ                                   | マルチナ・ナブラチロワ                             |                                                    |                                                           |
| 1980 | ビョルン・ボルグ                                   | クリス・エバート                                   |                                                    |                                                           |
| 1981 | ジョン・マッケンロー                               | クリス・エバート                                   |                                                    |                                                           |
| 1982 | ジミー・コナーズ                                   | マルチナ・ナブラチロワ                             |                                                    |                                                           |
| 1983 | ジョン・マッケンロー                               | マルチナ・ナブラチロワ                             |                                                    |                                                           |
| 1984 | ジョン・マッケンロー                               | マルチナ・ナブラチロワ                             |                                                    |                                                           |
| 1985 | イワン・レンドル                                   | マルチナ・ナブラチロワ                             |                                                    |                                                           |
| 1986 | イワン・レンドル                                   | マルチナ・ナブラチロワ                             |                                                    |                                                           |
| 1987 | イワン・レンドル                                   | シュテフィ・グラフ                                 |                                                    |                                                           |
| 1988 | マッツ・ビランデル                                 | シュテフィ・グラフ                                 |                                                    |                                                           |
| 1989 | ボリス・ベッカー                                   | シュテフィ・グラフ                                 |                                                    |                                                           |
| 1990 | イワン・レンドル                                   | シュテフィ・グラフ                                 |                                                    |                                                           |
| 1991 | ステファン・エドベリ                               | モニカ・セレシュ                                   |                                                    |                                                           |
| 1992 | ジム・クーリエ                                     | モニカ・セレシュ                                   |                                                    |                                                           |
| 1993 | ピート・サンプラス                                 | シュテフィ・グラフ                                 |                                                    |                                                           |
| 1994 | ピート・サンプラス                                 | アランチャ・サンチェス・ビカリオ                   |                                                    |                                                           |
| 1995 | ピート・サンプラス                                 | シュテフィ・グラフ                                 |                                                    |                                                           |
| 1996 | ピート・サンプラス                                 | シュテフィ・グラフ                                 | トッド・ウッドブリッジ & マーク・ウッドフォード    | リンゼイ・ダベンポート & メアリー・ジョー・フェルナンデス |
| 1997 | ピート・サンプラス                                 | マルチナ・ヒンギス                                 | トッド・ウッドブリッジ & マーク・ウッドフォード    | リンゼイ・ダベンポート & ヤナ・ノボトナ                   |
| 1998 | ピート・サンプラス                                 | リンゼイ・ダベンポート                             | ヤッコ・エルティン & ポール・ハーフース            | リンゼイ・ダベンポート & ナターシャ・ズベレワ             |
| 1999 | アンドレ・アガシ                                   | マルチナ・ヒンギス                                 | マヘシュ・ブパシ & リーンダー・パエス              | マルチナ・ヒンギス & アンナ・クルニコワ                   |
| 2000 | グスタボ・クエルテン                               | マルチナ・ヒンギス                                 | トッド・ウッドブリッジ & マーク・ウッドフォード    | ジュリー・アラール＝デキュジス & 杉山愛                   |
| 2001 | レイトン・ヒューイット                             | ジェニファー・カプリアティ                         | ヨナス・ビョルクマン & トッド・ウッドブリッジ      | リサ・レイモンド & レネ・スタブス                         |
| 2002 | レイトン・ヒューイット                             | セリーナ・ウィリアムズ                             | ダニエル・ネスター & マーク・ノールズ              | ビルヒニア・ルアノ・パスクアル & パオラ・スアレス         |
| 2003 | アンディ・ロディック                               | ジュスティーヌ・エナン＝アーデン                   | ボブ・ブライアン & マイク・ブライアン              | ビルヒニア・ルアノ・パスクアル & パオラ・スアレス         |
| 2004 | ロジャー・フェデラー                               | アナスタシア・ミスキナ                             | ボブ・ブライアン & マイク・ブライアン              | ビルヒニア・ルアノ・パスクアル & パオラ・スアレス         |
| 2005 | ロジャー・フェデラー                               | キム・クライシュテルス                             | ボブ・ブライアン & マイク・ブライアン              | リサ・レイモンド & サマンサ・ストーサー                   |
| 2006 | ロジャー・フェデラー                               | ジュスティーヌ・エナン                             | ボブ・ブライアン & マイク・ブライアン              | リサ・レイモンド & サマンサ・ストーサー                   |
| 2007 | ロジャー・フェデラー                               | ジュスティーヌ・エナン                             | ボブ・ブライアン & マイク・ブライアン              | カーラ・ブラック & リーゼル・フーバー                     |
| 2008 | ラファエル・ナダル                                 | エレナ・ヤンコビッチ                               | ダニエル・ネスター & ネナド・ジモニッチ            | カーラ・ブラック & リーゼル・フーバー                     |
| 2009 | ロジャー・フェデラー                               | セリーナ・ウィリアムズ                             | ボブ・ブライアン & マイク・ブライアン              | セリーナ・ウィリアムズ & ビーナス・ウィリアムズ           |
| 2010 | ラファエル・ナダル                                 | キャロライン・ウォズニアッキ                       | ボブ・ブライアン & マイク・ブライアン              | ヒセラ・ドゥルコ & フラビア・ペンネッタ                   |
| 2011 | ノバク・ジョコビッチ                               | ペトラ・クビトバ                                   | ボブ・ブライアン & マイク・ブライアン              | クベタ・ペシュケ & カタリナ・スレボトニク                 |
| 2012 | ノバク・ジョコビッチ                               | セリーナ・ウィリアムズ                             | ボブ・ブライアン & マイク・ブライアン              | サラ・エラニ & ロベルタ・ビンチ                           |
| 2013 | ノバク・ジョコビッチ                               | セリーナ・ウィリアムズ                             | ボブ・ブライアン & マイク・ブライアン              | サラ・エラニ & ロベルタ・ビンチ                           |
| 2014 | ノバク・ジョコビッチ                               | セリーナ・ウィリアムズ                             | ボブ・ブライアン & マイク・ブライアン              | サラ・エラニ & ロベルタ・ビンチ                           |
| 2015 | ノバク・ジョコビッチ                               | セリーナ・ウィリアムズ                             | ジャン＝ジュリアン・ロジェ & ホリア・テカウ        | マルチナ・ヒンギス & サニア・ミルザ                       |
| 2016 | アンディ・マリー                                   | アンゲリク・ケルバー                               | ジェイミー・マリー & ブルーノ・ソアレス            | キャロリン・ガルシア & クリスティナ・ムラデノビッチ       |
| 2017 | ラファエル・ナダル                                 | ガルビネ・ムグルサ                                 | ルカシュ・クボット & マルセロ・メロ                | マルチナ・ヒンギス & 詹詠然                               |
| 2018 | ノバク・ジョコビッチ                               | シモナ・ハレプ                                     | マイク・ブライアン & ジャック・ソック              | カテリナ・シニャコバ & バルボラ・クレイチコバ             |
| 2019 | ラファエル・ナダル                                 | アシュリー・バーティ                               | フアン・セバスティアン・カバル & ロベルト・ファラ  | ティメア・バボシュ & クリスティナ・ムラデノビッチ         |
| 2020 | 新型コロナウイルス感染症の世界的流行のため発表なし | 新型コロナウイルス感染症の世界的流行のため発表なし | 新型コロナウイルス感染症の世界的流行のため発表なし | 新型コロナウイルス感染症の世界的流行のため発表なし        |
| 2021 | ノバク・ジョコビッチ                               | アシュリー・バーティ                               | ニコラ・メクティッチ & マテ・パビッチ              | カテリナ・シニャコバ & バルボラ・クレイチコバ             |
| 2022 | ラファエル・ナダル                                 | イガ・シフィオンテク                               | ジョー・ソールズベリー & ラジーブ・ラム            | カテリナ・シニャコバ & バルボラ・クレイチコバ             |
| 2023 | ノバク・ジョコビッチ                               | アリーナ・サバレンカ                               | ジョー・ソールズベリー & ラジーブ・ラム            | ストーム・ハンター & エリーズ・メルテンス                 |
| 2024 | ヤニック・シナー                                   | イガ・シフィオンテク                               | マルセロ・アレバロ & マテ・パビッチ                | サラ・エラニ & ジャスミン・パオリーニ                     |